# Canal AluCine
Canal AluCine fue un canal temático de Televisión Española basado en el programa de La 2 Alucine. Su programación consistía en cine y series de terror, ciencia ficción y fantasía. Su lanzamiento fue el 15 de septiembre de 1997 junto con otros tres canales temáticos (24 Horas, Cine Paraíso y Canal Nostalgia). El canal desapareció en septiembre del año 2000 por su escasa audiencia y por la política de reducción de costes de RTVE.

## Historia
Alucine comenzó como un programa de televisión sobre cine fantástico y de terror. Se emitía por La Primera las noches de los viernes, entre enero de 1991 y noviembre de 1992. El programa obtuvo sus mayores índices de audiencia en la etapa comprendida entre julio de 1995 y septiembre de 1998, los sábados por la noche en La 2, a continuación de la correspondiente retransmisión del partido de Primera División.

## En La Primera
El listado de películas televisadas fue el siguiente:
| Título                                             | Fecha de Emisión         |
| -------------------------------------------------- | ------------------------ |
| Los crímenes del museo de cera (1953)              | 11 de enero de 1991      |
| Condenados de ultratumba (1972)                    | 18 de enero de 1991      |
| Sangre en la tumba de la momia (1971)              | 25 de enero de 1991      |
| El ascensor (1983)                                 | 1 de febrero de 1991     |
| Creepshow 2 (1987)                                 | 8 de febrero de 1991     |
| Martin (1977)                                      | 15 de febrero de 1991    |
| La puerta (1987)                                   | 22 de febrero de 1991    |
| THX 1138 (1971)                                    | 1 de marzo de 1991       |
| Tras el cristal (1987)                             | 8 de marzo de 1991       |
| Ghoulies (1985)                                    | 15 de marzo de 1991      |
| La habitación del miedo (1987)                     | 22 de marzo de 1991      |
| El visitante nocturno (1970)                       | 29 de marzo de 1991      |
| Un beso antes de morir (1956)                      | 5 de abril de 1991       |
| El esqueleto prehistórico (1973)                   | 12 de abril de 1991      |
| Al borde de la locura (1988)                       | 19 de abril de 1991      |
| Link (1986)                                        | 26 de abril de 1991      |
| La noche de Walpurgis (1971)                       | 3 de mayo de 1991        |
| La semilla del espacio (1963)                      | 10 de mayo de 1991       |
| La mujer y el monstruo (1944)                      | 17 de mayo de 1991       |
| La leyenda del hombre lobo (1975)                  | 24 de mayo de 1991       |
| Dr. Jeckyll y su hermana Hyde (1971)               | 31 de mayo de 1991       |
| Las cicatrices de Drácula (1970)                   | 7 de junio de 1991       |
| San Valentín sangriento (1981)                     | 14 de junio de 1991      |
| Hellraiser(1987)                                   | 21 de junio de 1991      |
| Los chicos del maíz (1984)                         | 28 de junio de 1991      |
| La casa de los siete cadáveres (1974)              | 5 de julio de 1991       |
| El día de los muertos (1985)                       | 12 de julio de 1991      |
| El resucitado (1974)                               | 19 de julio de 1991      |
| Tres casos de asesinato (1955)                     | 26 de julio de 1991      |
| La noche del terror ciego (1971)                   | 2 de agosto de 1991      |
| Sherlock Holmes y las Máscaras de la Muerte (1984) | 9 de agosto de 1991      |
| El Aullido del Diablo [1987]                       | 16 de agosto de 1991     |
| Imposible recordar [1988]                          | 23 de agosto de 1991     |
| Pesadilla en la playa [1988]                       | 30 de agosto de 1991     |
| Las orgías de la locura [1973]                     | 6 de septiembre de 1991  |
| Superstición [1982]                                | 13 de septiembre de 1991 |
| La gran huida (Dreamscape) [1984]                  | 20 de septiembre de 1991 |
| ¿Qué sucedió entonces? [1967]                      | 27 de septiembre de 1991 |
| Kamikaze [1986]                                    | 4 de octubre de 1991     |
| Sabe que estás sola [1980]                         | 11 de octubre de 1991    |
| Psicosis III [1986]                                | 18 de octubre de 1991    |
| El misterio de los zombies(1987)                   | 25 de octubre de 1991    |
| La araña [1958]                                    | 1 de noviembre de 1991   |
| Mundo futuro [1976]                                | 8 de noviembre de 1991   |
| A merced del odio (1965)                           | 15 de noviembre de 1991  |
| La puerta del infierno (1952)                      | 22 de noviembre de 1991  |
| Satanik (1968)                                     | 29 de noviembre de 1991  |
| Conde Yorga, Vampiro [1970]                        | 6 de diciembre de 1991   |
| El asesino de Rosemary [1981]                      | 13 de diciembre de 1991  |
| Muertos y enterrados [1981]                        | 20 de diciembre de 1991  |
| Serpientes de cascabel [1976]                      | 27 de diciembre de 1991  |
| Engendro mecánico [1977]                           | 3 de enero de 1992       |
| Pánico en el Transiberiano [1972]                  | 10 de enero de 1992      |
| Un cubo de sangre [1959]                           | 17 de enero de 1992      |
| Casa de Locos [1974]                               | 24 de enero de 1992      |
| Gas-s-s-s [1971]                                   | 31 de enero de 1992      |
| El Jorobado de la Morgue [1973]                    | 7 de febrero de 1992     |
| A las nueve cada noche [1967]                      | 14 de febrero de 1992    |
| Regreso del más allá [1982]                        | 21 de febrero de 1992    |
| Fonda sangrienta [1987]                            | 28 de febrero de 1992    |
| El grito del fantasma [1970]                       | 6 de marzo de 1992       |
| El íncubo [1981]                                   | 13 de marzo de 1992      |
| La pequeña tienda de los horrores (1960)           | 20 de marzo de 1992      |
| Planeta sangriento [1966]                          | 27 de marzo de 1992      |
| Encuentros con la maldad [1964]                    | 3 de abril de 1992       |
| Ghoulies [1985]                                    | 10 de abril de 1992      |
| Capitán Kronos: Cazador de Vampiros [1972]         | 17 de abril de 1992      |
| Invasores de Marte [1985]                          | 24 de abril de 1992      |
| La pequeña tienda de los horrores [1986]           | 1 de mayo de 1992        |
| Slugs, muerte viscosa [1987]                       | 8 de mayo de 1992        |
| La venganza del ángel [1981]                       | 15 de mayo de 1992       |
| La Matanza de Texas 2 [1986]                       | 22 de mayo de 1992       |
| Ghoulies II [1987]                                 | 29 de mayo de 1992       |
| La momia [1932]                                    | 5 de junio de 1992       |
| El beso del vampiro [1962]                         | 12 de junio de 1992      |
| Pánico [1981]                                      | 19 de junio de 1992      |
| La grieta [1989]                                   | 26 de junio de 1992      |
| Fonda sangrienta [1987]                            | 3 de julio de 1992       |
| Hordas salvajes [1977]                             | 10 de julio de 1992      |
| Satanás [1934]                                     | 17 de julio de 1992      |
| El lobo humano (1935)                              | 24 de julio de 1992      |
| Frankenstein [1931]                                | 31 de julio de 1992      |
| Alguien te está mirando [1988]                     | 7 de agosto de 1992      |
| La invasión de los hombres del espacio [1957]      | 14 de agosto de 1992     |
| Dos minutos de sol [1988]                          | 21 de agosto de 1992     |
| El diablo y la canción [1989]                      | 28 de agosto de 1992     |
| Yo fui un Frankenstein adolescente [1957]          | 4 de septiembre de 1992  |
| El hombre invisible [1933]                         | 11 de septiembre de 1992 |
| Yo fui un cavernícola adolescente [1958]           | 18 de septiembre de 1992 |
| El experimento del doctor Quatermass [1955]        | 25 de septiembre de 1992 |
| El experimento del doctor Quatermass II [1957]     | 2 de octubre de 1992     |
| Frenesí (1972)                                     | 10 de octubre de 1992    |
| Phantasm II (1988)                                 | 17 de octubre de 1992    |
| Lemora, un cuento sobrenatural (1973)              | 24 de octubre de 1992    |
| La centinela (1977)                                | 31 de octubre de 1992    |
| El beso del vampiro (1964)                         | 7 de noviembre de 1992   |
| Las novias de Drácula (1960)                       | 14 de noviembre de 1992  |
| Fundido en negro (1980)                            | 27 de noviembre de 1992  |

## En La 2
| Título                                            | Fecha de Emisión         |
| ------------------------------------------------- | ------------------------ |
| Frankenstein y el monstruo del infierno (1973)    | 15 de enero de 1993      |
| La línea de la muerte (1972)                      | 22 de enero de 1993      |
| La bóveda de los horrores (1973)                  | 29 de enero de 1993      |
| Cuentos famosos (1963)                            | 5 de febrero de 1993     |
| Slugs, muerte viscosa (1987)                      | 12 de febrero de 1993    |
| Capitán Kronos: Cazador de vampiros (1974)        | 19 de febrero de 1993    |
| La leyenda del cura de Bargota (1990)             | 26 de febrero de 1993    |
| El abominable hombre de las nieves (1957)         | 5 de marzo de 1993       |
| Phantasm II (1988)                                | 11 de mayo de 1993       |
| La maldición del hombre lobo (1961)               | 18 de mayo de 1993       |
| Psicosis III (1986)                               | 1 de junio de 1993       |
| Leviatán (1984)                                   | 15 de junio de 1993      |
| Click, maníaco calendario mortal (1989)           | 22 de junio de 1993      |
| Las novias de Drácula (1960)                      | 29 de junio de 1993      |
| Malpertuis (1971)                                 | 6 de julio de 1993       |
| El triángulo diabólico de las Bermudas (1977)     | 13 de julio de 1993      |
| Viaje al futuro (1973)                            | 20 de julio de 1993      |
| Amityville 4 (1989)                               | 27 de julio de 1993      |
| Frankenstein y el monstruo del infierno (1973)    | 3 de agosto de 1993      |
| Zardoz (1973)                                     | 10 de agosto de 1993     |
| Criatura (1984)                                   | 17 de agosto de 1993     |
| Celia (1988)                                      | 24 de agosto de 1993     |
| Planeta prohibido (1956)                          | 31 de agosto de 1993     |
| La centinela (1977)                               | 7 de septiembre de 1993  |
| El beso del vampiro (1964)                        | 14 de septiembre de 1993 |
| El hombre de hielo (1984)                         | 21 de septiembre de 1993 |
| El recuperador (1984)                             | 28 de septiembre de 1993 |
| Invasión extraterrestre (1987)                    | 5 de octubre de 1993     |
| Cajas chinas (1984)                               | 12 de octubre de 1993    |
| El transmisor (1982)                              | 19 de octubre de 1993    |
| Contrato sangriento (1987)                        | 26 de octubre de 1993    |
| Los crímenes del museo de cera (1953)             | 10 de abril de 1994      |
| Vampiro (1979)                                    | 17 de abril de 1994      |
| El hospital del horror (1973)                     | 24 de abril de 1994      |
| El devorador de la noche (1988)                   | 1 de mayo de 1994        |
| El otro (The Other) (1972)                        | 15 de mayo de 1994       |
| Hidden (Oculto) (1987)                            | 22 de mayo de 1994       |
| Exorcista II: el hereje (1977)                    | 29 de mayo de 1994       |
| Tierra de lobos (1988)                            | 10 de julio de 1994      |
| Regreso a Salem's Lot (1987)                      | 24 de julio de 1994      |
| It (1990)                                         | 31 de julio de 1994      |
| Millenium (1989)                                  | 7 de agosto de 1994      |
| Vida nocturna (1989)                              | 14 de agosto de 1994     |
| No te vayas a dormir (1982)                       | 21 de agosto de 1994     |
| Setenta minutos para huir (1988)                  | 28 de agosto de 1994     |
| Xtro (1982)                                       | 4 de septiembre de 1994  |
| El hombre terminal (1974)                         | 18 de septiembre de 1994 |
| La fuga de Logan (1976)                           | 25 de septiembre de 1994 |
| El reptil (1966)                                  | 2 de octubre de 1994     |
| Psicosis II (1983)                                | 7 de julio de 1995       |
| Pesadilla en Elm Street 3 (1987)                  | 14 de julio de 1995      |
| Viernes 13 (1980)                                 | 21 de julio de 1995      |
| La escalera de caracol (1975)                     | 28 de julio de 1995      |
| Pesadilla en Elm Street 4 (1988)                  | 11 de agosto de 1995     |
| La leyenda de la mansión del infierno (1973)      | 18 de agosto de 1995     |
| Satán, mon amour (1971)                           | 25 de agosto de 1995     |
| Pesadilla en Elm Street 5 (1989)                  | 1 de septiembre de 1995  |
| La mansión de la montaña de la calavera (1974)    | 8 de septiembre de 1995  |
| La mosca II (1988)                                | 15 de septiembre de 1995 |
| Dawn of the dead (1978)                           | 23 de septiembre de 1995 |
| Pesadilla final: la muerte de Freddy (1991)       | 30 de septiembre de 1995 |
| El ente (1982)                                    | 7 de octubre de 1995     |
| La serpiente y el arco iris (1987)                | 14 de octubre de 1995    |
| Drácula vuelve de la tumba (1968)                 | 21 de octubre de 1995    |
| El final de Damien (1981)                         | 28 de octubre de 1995    |
| Frankenstein creó a la mujer (1967)               | 4 de noviembre de 1995   |
| Peligro... reacción en cadena (1980)              | 11 de noviembre de 1995  |
| Dracula AD 1972 (1972)                            | 18 de noviembre de 1995  |
| La mansión (1981)                                 | 25 de noviembre de 1995  |
| Más allá del arco iris (1989)                     | 2 de diciembre de 1995   |
| Pesadilla sin retorno (1986)                      | 9 de diciembre de 1995   |
| El ansia (película) (1983)                        | 16 de diciembre de 1995  |
| Pesadilla final: la muerte de Freddy (1991)       | 6 de enero de 1996       |
| Dawn of the dead (1978)                           | 13 de enero de 1996      |
| Santa Sangre (1989)                               | 20 de enero de 1996      |
| Critters 3 (1991)                                 | 27 de enero de 1996      |
| El estrangulador de Boston (1968)                 | 3 de febrero de 1996     |
| Los ritos satánicos de Drácula (1973)             | 10 de febrero de 1996    |
| Drácula de John Badham (1979)                     | 17 de febrero de 1996    |
| Psicosis II (1983)                                | 24 de febrero de 1996    |
| House III (1989)                                  | 2 de marzo de 1996       |
| Pesadilla en Elm Street (1984)                    | 9 de marzo de 1996       |
| Secretos de la cripta (1989)                      | 16 de marzo de 1996      |
| Demon Seed (1977)                                 | 30 de marzo de 1996      |
| La momia (1959)                                   | 13 de abril de 1996      |
| La plaga de los zombies (1966)                    | 20 de abril de 1996      |
| Drácula vuelve de la tumba (1968)                 | 27 de abril de 1996      |
| Frankenstein creó a la mujer (1967)               | 4 de mayo de 1996        |
| Dracula: Prince of Darkness (1966)                | 11 de mayo de 1996       |
| Hace un millón de años (1966)                     | 18 de mayo de 1996       |
| La novia del diablo (1968)                        | 25 de mayo de 1996       |
| Los ritos satánicos de Drácula (1973)             | 1 de junio de 1996       |
| Taste the blood of Dracula (1969)                 | 8 de junio de 1996       |
| La venganza de la diosa de fuego (1968)           | 15 de junio de 1996      |
| Abrazo mortal (1980)                              | 22 de junio de 1996      |
| Angustia (1987)                                   | 29 de junio de 1996      |
| House (1986)                                      | 6 de julio de 1996       |
| Pesadilla en Elm Street 4 (1988)                  | 13 de julio de 1996      |
| House 2, aún más alucinante (1987)                | 10 de agosto de 1996     |
| Estoy vivo (1974)                                 | 17 de agosto de 1996     |
| Nueva York, año 2012 (1975)                       | 24 de agosto de 1996     |
| Psicosis 2 (1981)                                 | 31 de agosto de 1996     |
| House III (1989)                                  | 7 de septiembre de 1996  |
| Sigue vivo (1978)                                 | 14 de septiembre de 1996 |
| Critters 4 (1991)                                 | 21 de septiembre de 1996 |
| Al borde de la locura (1988)                      | 28 de septiembre de 1996 |
| Cristal oscuro (1982)                             | 5 de octubre de 1996     |
| El exorcista (película) (1973)                    | 12 de octubre de 1996    |
| Los viajeros de la noche (1987)                   | 19 de octubre de 1996    |
| Trans-gen, los genes de la muerte (1987)          | 26 de octubre de 1996    |
| Al borde de la locura (1988)                      | 2 de noviembre de 1996   |
| El tren del terror (1980)                         | 16 de noviembre de 1996  |
| Besos de vampiro (1989)                           | 23 de noviembre de 1996  |
| El sótano del miedo (1991)                        | 30 de noviembre de 1996  |
| La resurrección de Frankenstein (1990)            | 7 de diciembre de 1996   |
| Atmósfera cero (1980)                             | 14 de diciembre de 1996  |
| Mad Max 2: El guerrero de la carretera (1981)     | 21 de diciembre de 1996  |
| Muñeco diabólico 3 (1991)                         | 4 de enero de 1997       |
| La masa devoradora (1958)                         | 11 de enero de 1997      |
| Pesadilla en Elm Street 5 (1989)                  | 18 de enero de 1997      |
| Psicosis IV: El comienzo (1990)                   | 25 de enero de 1997      |
| Los pasajeros del tiempo (1979)                   | 1 de febrero de 1997     |
| La última casa a la izquierda (1972)              | 8 de febrero de 1997     |
| ¿Qué sucedió entonces? (1967)                     | 15 de febrero de 1997    |
| Jóvenes ocultos (1987)                            | 22 de febrero de 1997    |
| La esfinge (1980)                                 | 1 de marzo de 1997       |
| House (1986)                                      | 8 de marzo de 1997       |
| La maldición de Frankenstein (1957)               | 15 de marzo de 1997      |
| El guerrero del cuarto milenio (1987)             | 22 de marzo de 1997      |
| Moriremos hace cien años (1972)                   | 5 de abril de 1997       |
| House 2, aún más alucinante (1987)                | 12 de abril de 1997      |
| Los depredadores de la noche (1987)               | 19 de abril de 1997      |
| Hasta el fin del mundo (1991)                     | 26 de abril de 1997      |
| ¿Por qué lloras, Susan? (1966)                    | 3 de mayo de 1997        |
| El tiempo en sus manos (1960)                     | 10 de mayo de 1997       |
| Mortal zombie (1993)                              | 17 de mayo de 1997       |
| Proscrito (1990)                                  | 24 de mayo de 1997       |
| La fórmula (1980)                                 | 7 de junio de 1997       |
| La residencia (1969)                              | 14 de junio de 1997      |
| Ceremonia sangrienta (1972)                       | 6 de septiembre de 1997  |
| Viernes 13: Capítulo final (1984)                 | 13 de septiembre de 1997 |
| Phantasma, el pasaje del terror (1992)            | 20 de septiembre de 1997 |
| Viernes 13: Parte V (1985)                        | 4 de octubre de 1997     |
| La leyenda del abismo de las Bermudas (1978)      | 11 de octubre de 1997    |
| El superviviente (1978)                           | 18 de octubre de 1997    |
| Nueva York, año 2012 (1975)                       | 25 de octubre de 1997    |
| Hellraiser III: infierno en la Tierra (1992)      | 1 de noviembre de 1997   |
| Un demonio enamorado (1987)                       | 8 de noviembre de 1997   |
| Viernes 13: Parte VI (1986)                       | 15 de noviembre de 1997  |
| In-natural (1985)                                 | 22 de noviembre de 1997  |
| 1984 (1984)                                       | 29 de noviembre de 1997  |
| El enigma del pasado (1992)                       | 6 de diciembre de 1997   |
| Viernes 13: Parte VII (1987)                      | 13 de diciembre de 1997  |
| El abismo negro (1979)                            | 20 de diciembre de 1997  |
| El sótano del miedo (1991)                        | 27 de diciembre de 1997  |
| El jovencito Frankenstein (1974)                  | 3 de enero de 1998       |
| La herencia del doctor Johnson (1991)             | 10 de enero de 1998      |
| Viernes 13 Parte VIII (1988)                      | 17 de enero de 1998      |
| Muñeco diabólico 3 (1991)                         | 24 de enero de 1998      |
| Presidio (1987)                                   | 31 de enero de 1998      |
| Autopista al infierno (1990)                      | 7 de febrero de 1998     |
| Los estrangulamientos de Hillside (1989)          | 14 de febrero de 1998    |
| 2075: Confrontación genética (1994)               | 21 de febrero de 1998    |
| La momia (1959)                                   | 28 de febrero de 1998    |
| Extraños (1990)                                   | 7 de marzo de 1998       |
| Mad Max: Salvajes de autopista (1979)             | 14 de marzo de 1998      |
| El poder de la sangre de Drácula (1969)           | 21 de marzo de 1998      |
| Enana blanca (1995)                               | 28 de marzo de 1998      |
| Viernes 13 (1980)                                 | 4 de abril de 1998       |
| Drácula, príncipe de las tinieblas (1966)         | 18 de abril de 1998      |
| El exorcista (1973)                               | 25 de abril de 1998      |
| Hace un millón de años (1966)                     | 2 de mayo de 1998        |
| La novia del diablo (1968)                        | 9 de mayo de 1998        |
| Mad Max 2: el guerrero de la carretera (1981)     | 16 de mayo de 1998       |
| ¿Qué sucedió entonces? (1967)                     | 6 de junio de 1998       |
| Pesadilla en Elm Street (1984)                    | 13 de junio de 1998      |
| Cuando los dinosaurios dominaban la Tierra (1970) | 20 de junio de 1998      |
| Warlock, el brujo (1988)                          | 27 de junio de 1998      |
| Mad Max 2: el guerrero de la carretera (1981)     | 4 de julio de 1998       |
| La esfinge (1980)                                 | 11 de julio de 1998      |
| El enigma del pasado (1992)                       | 18 de julio de 1998      |
| El experimento Filadelfia 2 (1993)                | 25 de julio de 1998      |
| Nexus 2431 (1994)                                 | 1 de agosto de 1998      |
| Galáctica (1978)                                  | 8 de agosto de 1998      |
| Phantasma, el pasaje del terror (1992)            | 22 de agosto de 1998     |
| El dragón del lago de fuego (1981)                | 29 de agosto de 1998     |
| El experimento Filadelfia (1984)                  | 5 de septiembre de 1998  |
| Exorcista 2: el hereje (1976)                     | 12 de septiembre de 1998 |
| Mad Max 3 (1985)                                  | 19 de septiembre de 1998 |
| El pacificador (1990)                             | 26 de septiembre de 1998 |